# Marie Cronier
Marie Cronier (* 13. Mai 1857 in Sens; † 24. Juli 1937 in Dourgne) war eine französische Benediktinerin, Äbtissin und Klostergründerin.

## Leben und Werk

### Geistliche Partnerschaft mit Romain Banquet
Marie Cronier ging in der Abtei Notre-Dame de Jouarre zur Schule. 1874 traf sie auf den Benediktinermönch Romain Banquet aus der Abtei Pierre-Qui-Vire, der ihr geistlicher Leiter wurde und ihr 1875 ein Keuschheitsgelöbnis abnahm. Am 29. Januar 1883 hatte sie ein mystisches Erlebnis, in dem sie sich aufgefordert fühlte, eine neue benediktinische Gründung vorzunehmen. Sie reiste nach Rom und holte den Zuspruch von Papst Leo XIII. ein. Banquet unterstützte sie in dem Vorhaben. Er war bereit, als Mitgründer eines Doppelklosters zu agieren, und fand als Gründungsort seinen Heimatort Dourgne im Département Tarn.

### Äbtissin in Dourgne
Ab Anfang 1889 machte Marie Cronier mit einigen Gleichgesinnten das Noviziat bei den von Louise-Adélaïde de Bourbon-Condé gegründeten Benediktinerinnen von Saint Louis du Temple in der Rue Monsieur in Paris. Sie reisten über die Abtei Sainte-Cécile (in Solesmes) und über Rocamadour nach Dourgne und legten dort am 24. September 1889 in der Dorfkirche die Profess ab. Marie Cronier wurde zur Priorin gewählt. Nun begann im Ortsteil En Calcat an zwei verschiedenen Plätzen der Aufbau beider Klöster, des Männerklosters Saint-Benoît und des Frauenklosters Sainte-Scholastique. Beide Klöster wurden 1896 zur Abtei erhoben. Marie Cronier war bis zu ihrem Tod 40 Jahre lang Äbtissin. Sie erlebte 1927 die Einweihung der Kirche und veranlasste von 1921 bis 1934 die Tochtergründungen Maria Mediatrix und Sankt Wivina in Affligem-Hekelgem (Belgien), Santa Scolastica in Civitella San Paolo (Italien) und Kloster Madiran (heute Benediktinerinnenabtei Pesquié in Serres-sur-Arget). In Dourgne trägt eine Straße den Namen Marie Cronier.

## Werke
- Tout est dans l’amour. Abbaye Sainte-Scholastique, Dourgne 1978.
- (mit Romain Banquet) «Selon ta parole». Le Mémorial des fondateurs. Mémorial des origines de l’Œuvre de Dourgne. Textes autobiographiques, 1840–1896, hrsg. von Bernard Billet. SODEC, Dourgne 1988.